# Остров Сибирякова (Красноярский край)
Остров Сибирякова (Кузькин остров) — крупный остров на юге Карского моря, у входа в Енисейский залив на границе Западной и Восточной Сибири. Площадь около 800 км². Открыт предположительно экспедицией Луки Москвитина в начале XVII века. Назван Нильсом Норденшельдом в честь Александра Михайловича Сибирякова в 1878 году.
Постоянного населения на острове нет, однако вдоль побережья выстроено несколько рыболовецких изб.
Административно остров Сибирякова относится к Таймырскому району Красноярского края, граничит по воде с Ямало-Ненецким автономным округом. Весь остров и его прибрежные воды входят в Большой Арктический заповедник.
В 1959 году на острове работала экспедиция (М. А. Лаврентьев, Г. С. Мигиренко, Г. В. Кузнецов, Ю. А. Тришин, Ю. И. Фадеенко), проводившая эксперименты по взрывному удалению ледовых заторов, задерживавших навигацию на северных реках. Разработанная методика была использована при ликвидации скалы на Казачинских порогах реки Енисей, мешавших судоходству.

## География острова
От Таймырского п-ова остров отделен Енисейским заливом, минимальная ширина которого составляет в этом месте 36 км. От Гыданского п-ова и о-ва Олений остров Сибирякова отделен проливом Овцына. Минимальное расстояние до них достигает соответственно 37 и 30 км. В 16 км к северу от о-ва расположен небольшой продолговатый остров Носок.
Мыс Крутова назван по фамилии полярного гидрографа Григория Степановича Крутова (1906—1964).
Берега преимущественно пологие и ровные. Лишь на юго-западном и юго-восточном побережье образованы небольшие бухты, причем от моря их защищают также мелкие прибрежные острова и отмели. С октября по июль остров окружён льдами.
Рельеф представляет собой низкую, слегка холмистую равнину, покрытую арктической тундрой, местами заболоченную. Высота до 50 м. Весь остров испещрён мелкими реками, со всех сторон впадающими в Карское море. Самая крупная из них — река Глубокая, длиной 18 км. В истоках некоторых рек образовались небольшие озерца.